# アミール・フセイン・アル＝クルディ
アミール・フセイン・アル＝クルディ（أمیرحسینالکردي）は、ポルトガル語でミロセム（葡: Mirocem）またはミールホセム（葡: Mir-Hocem）と呼ばれ、紅海に面したジェッダの太守だった。16世紀初頭はジェッダはマムルーク朝の領土だった。彼はインド洋でポルトガル帝国と戦ったマムルーク艦隊の提督として傑出していた。ポルトガル人がインド洋に到達してまもなく、ミロセムはマムルーク朝の最後のスルタン、アシュラフ・カーンスーフ・ガウリーによって派遣され、メッカ（当時はマムルーク朝の領土だった）への巡礼者の保護を含めてその海域を守っていた。
1508年、彼は、チャウル海戦でマムルーク艦隊の指揮官としてグジャラートの提督マリーク・アヤースと共同して、ロウレンソ・デ・アルメイダが指揮するポルトガル艦隊を破った。
この戦いの後、ロウレンソの父親であるポルトガル領インドの副王フランシスコ・デ・アルメイダは息子の死の復讐とチャウルで囚われたポルトガル人捕虜の解放を求めてミロセムを付け狙い、1509年にディーウ沖の海戦が引き起こされた。